# Orbicella
Genre
Orbicella est un genre de coraux durs de la famille des Meandrinidae.

## Liste d'espèces
Selon World Register of Marine Species (7 juillet 2015), le genre Orbicella comprend les espèces suivantes :
- Orbicella annularis Ellis & Solander, 1786
- Orbicella faveolata Ellis & Solander, 1786
- Orbicella franksi Gregory, 1895

Selon NCBI (7 juillet 2015) le genre Orbicella est assimilé au genre Montastraea.